# Alfred Ninaus
Alfred Ninaus (* 1952 in Wien) ist ein österreichischer Filmproduzent und -regisseur.

## Leben
Alfred Ninaus verbrachte seine Kinder- und Jugendjahre bei einer Pflegefamilie auf einem Bauernhof in der Oststeiermark und ging (mit 15) in Waltersdorf zur Schule. Zuerst erlernte Ninaus das Fotografenhandwerk. In der Folge assistierte er bei professionellen Filmproduktionen. Bereits 1970 führte er bei seinem ersten Kurzspielfilm „Christina“ Regie. Das Filmschaffen von Alfred Ninaus in den 1970er und 1980er Jahren beschäftigte sich hauptsächlich mit gesellschaftskritischen Themen bzw. Tabuthemen. Mit seinem Kinospielfilm „Lauf Hase lauf“ (1979) – ein Film über die Jugendkriminalität in den Slums von Graz Ende der 70er Jahre – erlangte Ninaus nationale und internationale Aufmerksamkeit und war damit bei verschiedenen Filmfestivals vertreten. Alfred Ninaus zählt zu den bedeutendsten Vertretern des „Neuen Österreichischen Films“.
Im Jahr 1982 gründete Ninaus die Filmproduktionsfirma RANfilm, die Dokumentarfilme und fiktionale Filme für Kino und TV produziert.
Alfred Ninaus ist verheiratet und hat zwei Kinder. Stephanie Ninaus und Matthias Ninaus sind ebenfalls in der Filmbranche tätig. Seit März 2018 sind Stephanie und Matthias Geschäftsführer der RANfilm, Vater Alfred Ninaus bleibt Consultant.

## Filmografie (Auswahl)
als Regisseur & Produzent
- 1970: Christina
- 1972: Klick Klack
- 1975: Kruzifix
- 1977: Vinzenz
- 1979: Lauf Hase, lauf
- 1981: Von Pontius zu Pilatus
- 1982: Ich wollte leben
- 1985: Seifenblasen
- 1990: Der Bienenkönig
- 1994: Ich wollte leben 2
- 1996–2002: Die österreichische Eisenstraße
- 1997: Abenteuer eines Traumes
- 2003: Kalte Vulkane, Heiße Quellen
- 2004: Geschichten aus dem Joglland
- 2005: Der Erzberg
- 2006: Different Ways
- 2006: Peter Rosegger, Waldbauernbub und Revolutionär (nur Produzent)
- 2007: Der Schöckl
- 2009: Bucklige Welt
- 2010: Die Hochsteiermark
- 2011: Das steirische Wechselland
- 2011: Small is beautiful
- 2012: Das Südburgenland
- 2012: Mythos Ausseerland (nur Produzent)
- 2013: Naturparke Steiermark
- 2013: Peter Rosegger – Der Poet, der aus dem Walde kam
- 2014: Das Murtal – Vision zwischen Tradition und Moderne
- 2015: Die geheimnisvolle Welt der Bäume

## Auszeichnungen
- 2023: Josef-Krainer-Heimatpreis[10]